# Ага-хан V
Ша́х Рахи́м аль-Хусейни́ (араб. شاه رحيم الحسيني‎, 12 октября 1971, Женева), известный как Ага́-ха́н V (перс. آقا خان پنجم‎), и в других местах под религиозным титулом Мавлана́ Хази́р има́м («наш господин нынешний имам») — 50-й имам исмаилитов-низаритов, и пятый имам носящий титул «Ага-хана» («владыка», «господин»).

## Биография
Ша́х Рахи́м аль-Хусейни́ родился 12 октября 1971 года в Женеве, Швейцария, старший сын принца Карима Ага-хана и его первой жены Салимы Ага-хан.
Получил среднее образование в Академии Филлипса в Андовере, Массачусетс (1990) и окончил Брауновский Университет в Род-Айленде, США, получив степень бакалавра в области сравнительного литературоведения в 1995 году. В 2006 году закончил аспирантуру по менеджменту и администрированию в Барселоне, в школе бизнеса IESE Университета Наварры.

## Карьера
Принимал активное участие в управлении AKDN, где в настоящее время возглавляет Комитет AKDN по окружающей среде и климату и сопредседает комитеты AKDN по рассмотрению бюджета.
Регулярно путешествует, чтобы курировать программы и другие проекты AKDN.
5 февраля 2025 года был назначен 50-м имамом мусульман-исмаилитов после раскрытия завещания его отца принца Карима аль-Хусейни Ага-хана IV, который скончался в Лиссабоне в возрасте 88 лет.

## Личная жизнь
Женился на Сальве Ага-хан, ур. Кендра Спирс, 31 августа 2013 года в Женеве. У них двое детей: принц Ирфан (р. 11 апреля 2015) и принц Синан (р. 2 января 2017). Пара развелась в феврале 2022 года.
В 2019 году купил дом в Унстаде, Вествогёй, Норвегия.